# Семья Мезга
Семья Мезга (венг. Mézga család) — один из самых популярных венгерских цветных сериалов мультфильмов 1970-х и 1980-х гг. Сериал с успехом шёл также в Болгарии, Германии, Италии, Словакии, Франции и Чехии.

## История создания
Первые четыре серии впервые были показаны по Венгерскому телевидению в 1968 году. В дальнейшем производство было прекращено из-за недостатка финансирования. В 1968 году Дьердь Мачкаши на фестивале в Анси познакомился с французским продюсером Жоржем де ла Гранде, который предоставил недостающую сумму, и в 1969 году был снят первый сезон. Киностудия «Паннония» в то время находилась в трудном финансовом положении, но помогло то, что режиссёр фильма Йожеф Непп стал членом Международной ассоциации анимационных фильмов. Фильм неоднократно демонстрировался за границей, что позволило создателям установить контакты с иностранными продюсерами и дистрибьюторами и снять второй сезон, транслировавшийся с 1974 года. Третий сезон вышел на экраны в 1978 году.

## Сюжет
Семья Мезга — обычная венгерская семья, живущая в многоквартирном доме в одном из спальных районов Будапешта. Один из главных героев — двенадцатилетний Аладар Мезга, наделённый гениальными техническими способностями. Другие члены семьи — отец Геза, мама Паула и старшая сестра Аладара Криста.
В первом сезоне Аладар Мезга мастерит аппарат, с помощью которого можно совершать космические путешествия. Завязкой сюжета служит момент, когда Аладар и его отец Геза выходят на связь с родственником из тридцатого века («кубо»-праправнуком по имени MZ/X). Семья Мезга обращается к MZ/X с различными просьбами, но, не умея пользоваться подарками из будущего, наживает массу неприятностей, от которых старших членов семейства приходится спасать тому же Аладару.
Во втором сезоне Аладар продолжает путешествовать по Вселенной вместе с верным другом псом Блёки, который научился говорить на человеческом языке благодаря одному из устройств, полученных от MZ/X.
Третий сезон "Каникулы семьи Мезга" повествует о том, как герои неожиданно для самих себя отправились в путешествие вокруг света после того, как получили щедрый подарок — авиабилеты для поездки в Австралию.

## Сезоны
Сериал состоит из трех сезонов, в каждый из которых входит по 13 24-минутных эпизода.

### Сообщение из будущего — необыкновенные приключения семьи Мезга[1]
Серии создавались в 1968—1969 годах.
В первом сезоне Аладар конструирует из старого радио приемник-передатчик, с помощью которого Гезе и Аладару удаётся наладить связь с родственником из тридцатого века MZ/X, с которым они общаются на нововенгерском языке. Языковой барьер иногда создаёт сложности. В серии "Чудесные ягоды" Геза не понимает MZ/X, и семья за один присест съедает полученное из будущего чудо-питание, рассчитанное на неделю. В другом эпизоде MZ/X посылает родичам устройство для управления погодой, однако Геза крайне неудачно использует аппарат, и сначала создаёт невероятную жару, а затем — настоящую зиму.
Другие посылки MZ/X, которые тот передаёт в XX в., используя световую почту, тоже, как правило, приносят одни неприятности, и только благодаря находчивости Аладара семья избегает разных проблем.

### Необыкновенные приключения Аладара Мезги[2]
Второй сезон был снят в 1972 году.
В этом сезоне Аладар вместе со своей собакой Блёки, умеющей говорить и читать, на собственноручно построенном космическом корабле каждую ночь тайком отправляется в путешествие на очередную планету. Корабль называется «Гулливеркли-5», по-венгерски это игра слов, связывающая Гулливера со словом "verkli" (венг. "шарманка"), — отсылка к тому, что Аладар прячет свой надувной космический корабль в футляре для скрипки.

### Каникулы семьи Мезга (или "Семья Мезга в отпуске")[3]
Сезон вышел на экраны в 1978 году. В отличие от предыдущих двух, в этом сезоне повествование каждой серии продолжает предыдущую. В первой серии старый знакомый Паулы Пишти Хуфнагель присылает семье Мезга билеты на самолёт, чтобы они могли приехать к нему в гости в Австралию. Семейство и сосед Мариш отправляются в дорогу. Прибыв на место, они обнаруживают, что их "гостеприимный" хозяин уже отбыл во Флориду. Не имея денег на трансатлантическое путешествие, герои прячутся в тюки, которые грузовое судно, как выясняется, доставляет на Южный полюс. Впоследствии семейство оказывается в Африке, затем всё же попадает в Америку и в итоге совершают кругосветное путешествие, полное злоключений и комических ситуаций.

### Четвёртый сезон
Выход четвёртого сезона под названием "Семья Мезга и дурпьютер" был запланирован на 2005 год, однако из-за нехватки средств вышли только две серии.

## Персонажи

### Геза Мезга
Геза Мезга — глава семьи. В первом сезоне он вместе с сыном устанавливает контакт с родственником из будущего MZ/X. Геза обладает мягким характером, но иногда пытается быть строгим. В серии "Расширитель времени" говорит, что, кроме своей жены, никого не боится.

### Паула Мезга
Жена Гезы. В девичестве Паула Резович. По натуре более волевая, чем Геза. Паула любит своих родных, однако в плохом настроении по поводу и без повода "воспитывает" их. Хорошая хозяйка.

### Криста
Кристина (уменьшительно "Криста") — дочь Гезы и Паулы, старшая сестра Аладара. Ей примерно 15 лет. Взбалмошна и любит хихикать, наряжается и накручивает волосы на папильотки из газет. К младшему брату Аладару относится с типичной для старших детей насмешливостью; Аладар при этом в долгу не остаётся. Играет на гитаре (которую Аладар периодически ломает), в одной из серий первого сезона попадает в музыкальную группу. У Кристы есть чёрная кошка Мафия.

### Аладар
Аладар — младший ребёнок Гезы и Паулы. Ему двенадцать лет. Аладар увлекается физикой и техникой и имеет талант изобретателя. Он — главный герой второго сезона. Несмотря на юный возраст, Аладар — самый здравомыслящий и рассудительный из всего семейства.
У Аладара есть собака Блёки и лабораторная мышь Компот.

### Сосед Мариш
Оттокар Мариш — сосед семьи Мезга, археолог по профессии, скептик и ворчун. Полиглот, говорит по-английски и на некоторых других языках. В сезоне "Каникулы семьи Мезга" Мариш путешествует вместе с главными героями.

### MZ/X
MZ/X — один из главных героев первого сезона, родственник семьи Мезга из будущего, "кубопраправнук" Гезы. Живёт в XXX веке. В семействе Мезга его иногда называют "братцем".

### Пишти Хуфнагель
Друг юности Паулы, за которого она чуть было не вышла замуж. Мифическая личность, ни разу не появляется на экране, но неоднократно упоминается во многих эпизодах. В конце каждого эпизода первого сезона Паула комическим рефреном повторяет «лучше бы я вышла за Пишти Хуфнагеля», поскольку события часто складываются так, что Геза выглядит увальнем и недотёпой. В третьем сезоне Хуфнагель оказывается мошенником, и Паула наконец перестаёт сравнивать мужа с якобы идеальным Пишти, а, напротив, заявляет, что никогда больше не хочет слышать имя последнего.

## Создатели фильма
Сериал "Семья Мезга" снимался на киностудии Паннония.
Над фильмом работали:
- Режиссёры: Йожеф Непп и Бела Терновски, а также Йожеф Гемеш, Марцель Янкович и Енё Колтаи.
- Сценарий: Йожеф Ромхани и Йожеф Непп.
- Композитор: Тамаш Деак.
- Озвучание:

| персонаж    | голос                                       |
| ----------- | ------------------------------------------- |
| Геза        | Эндре Харкани                               |
| Паула       | Илона Дьери, Юдит Тот                       |
| Криста      | Маргит Фельдеши, Петра Хауманн              |
| Аладар      | Аттила Немет Петер Гести                    |
| сосед Мариш | Нандор Томанек, Дьердь Барди, Габор Томанек |
| MZ/X        | Рудольф Шомодьвари                          |
| Блёки       | Отто Сабо                                   |
| Мафия       | Хеди Варади                                 |

Остальных героев озвучили венгерские артисты Алфонзо, Дьюла Бенке, Антал Фаркаш, Тамаш Фодор, Янош Галвёльди, Йожа Хачер, Йожеф Кепеши.

## Сериал за рубежом
Сериал транслировался в Болгарии, ГДР, ФРГ, Италии, Чехии, Словакии.
| Страна   | 1-й сезон                                                             | 2-й сезон                                                                                            |
| -------- | --------------------------------------------------------------------- | --- |
| Болгария | Невероятните приключения на Семейство Мейзга: Послания от Бъдещето    | Семейство Мейзга: Невероятните приключения на Аладар                                                 |
| Германия | Heißer Draht ins Jenseits — Phantastische Abenteuer der Familie Mézga | Adolars phantastische Abenteuer (в ГДР), Archibald, der Weltraumtrotter (в ФРГ)                      |
| Италия   | Messaggi dal futuro                                                   | L’astronave                                                                                          |
| Словакия | Miazgovci I                                                           | Miazgovci II                                                                                         |
| Чехия    | Odkaz budoucnosti aneb Podivuhodná dobrodružství rodiny Smolíkovy     | Podivuhodná dobrodružství Vladimíra Smolíka Две серии сезона не получили разрешения на показ в ЧССР. |

Имена персонажей: 
| по-венгерски   | по-английски | по-немецки              | по-итальянски  | по-словацки       | по-чешски      |
| -------------- | ------------ | ----------------------- | -------------- | ----------------- | -------------- |
| Géza           | Géza         | Géza                    | Sandor Mezil   | Gejza Miazga      | Pepa Smolík    |
| Paula          | Paula        | Paula                   | Paula Mezil    | Paula Miazga      | Gábi Smolíková |
| Kriszta        | Kriszta      | Christa                 | Cristina Mezil | Krista (Kristína) | Týna           |
| Aladár         | Aladár       | Adolar (Archibald)      | Aladar Mezil   | Aladár            | Ládínek        |
| Máris szomszéd | Dr. Máris    | Nachbar Máris (Marisch) | Maris          | Dr. Záviš         | Dr.Halíř       |
| MZ/X           | MZ/X         | MZ/X (MZ-per-X)         | Em Zi Tren     | MZ per X          | Sm-LomOs       |
| Blöki          | Zorro        | Schnuffi                | Fofi           | Cvoki             | Zoro           |
| Maffia         | Maffia       |                         | Grinfia        | Mafia             | Mafie, Žofie   |

В Германии и Италии роли исполнили (озвучили):
| персонаж    | немецкий голос        | итальянский голос                |
| ----------- | --------------------- | -------------------------------- |
| Геза        | Гельмут Мюллер-Ланков | Миммо Пальмара                   |
| Паула       | Ева-Мариа Бат         | Ева Рикка                        |
| Криста      | Хельга Сассе          | Паола Дель Боско,Лаура Ленги     |
| Аладар      | Йоахим Зибеншу        | Фабио Бокканера, Оресте Бальдини |
| сосед Мариш | Вольфганг Лозе        | Джино Донато,Витторио Баттарра   |
| MZ/X        | Клаус Мертенс         |                                  |
| Блёки       | Хольгер Малих         |                                  |

## Книги на сюжет сериала
- Romhányi József: Mézga Aladár különös kalandjai. Будапешт, Издательство Мора, 1974, ISBN 963-11-0106-1 (повторные издания: ISBN 963-11-7544-8; ISBN 963-11-8097-2)
- Rigó Béla: A Mézga család — Képernyőképes krónika. Будапешт, Издательство Мора, 2003, ISBN 963-11-7854-4 (повторное издание: ISBN 963-11-8012-3)